# アシャンティ王国

アシャンティ王国
Asanteman (アサンテ方言)

赤線内が19世紀のアシャンティの領域

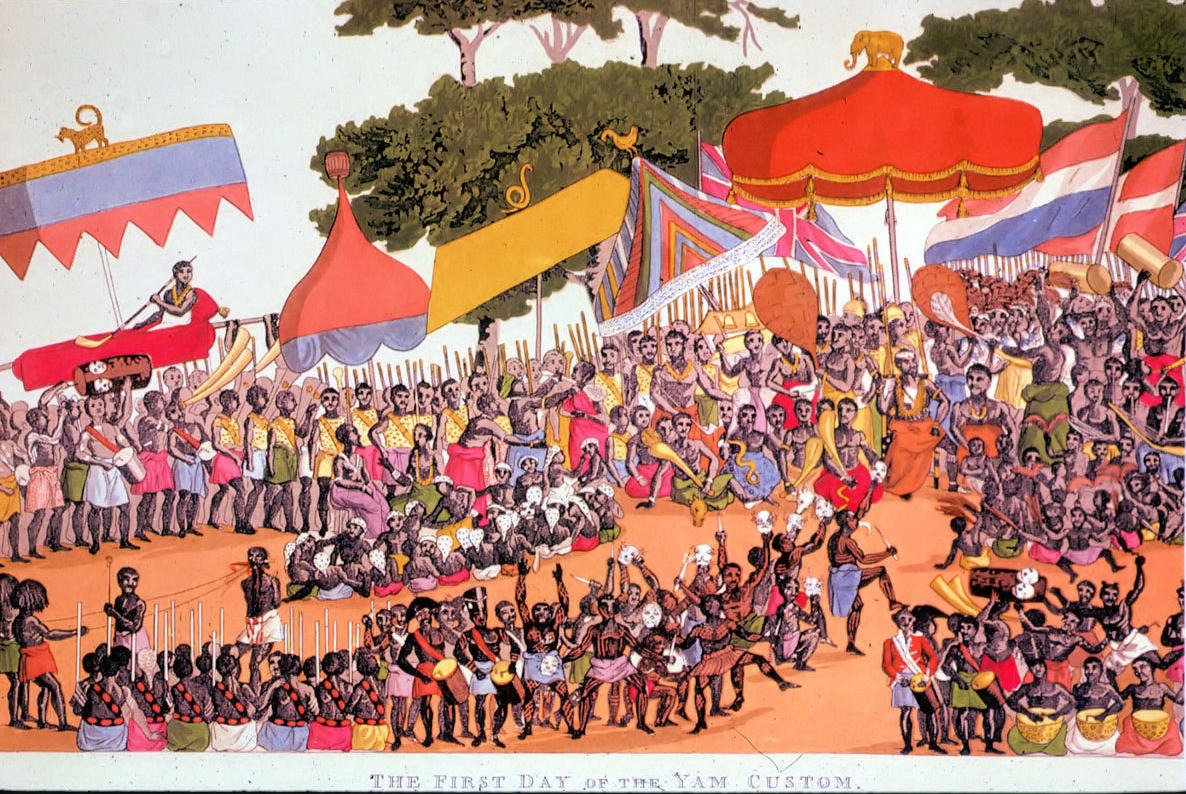
アシャンティのヤム祭（19世紀、Thomas E. Bowdich画

アシャンティ王国（アシャンティおうこく、英語: Ashanti Empire, Asante Empire）は、1670年から1902年まで、現在のガーナ内陸部にあった王国である。アシャンティ連合、アシャンティ帝国とも。首都はクマシにおかれた。奴隷貿易により繁栄するが、イギリスとの四次に渡るアングロ・アシャンティ戦争の結果、イギリスに併合された。その後、植民地政府の許可の下、アシャンティ王がクマシに帰還し、アシャンティ王国はガーナ独立後の現在も、ガーナ共和国政府が認める正式な立憲君主制王国としてガーナ共和国内に存在している。

## 歴史

### 建国
17世紀、ガーナ南部内陸部の森林地帯に居住するアシャンティ人の都市国家クマシの王、オセイ・トゥトゥが建国。王子時代、彼は隣国アクワム王国で統治技術を学び、即位後は近隣部族と連合し、ボノ・マンソやデンキーラといった諸国を破ってアシャンティ人の統一国家となった。当時は交易ルートの転換期で、北のサハラ交易から南のヨーロッパ人との奴隷貿易へとこの地の経済構造が変化してきていた。その流れに乗り、海岸部のエルミナ砦やアクラにいるヨーロッパ人への奴隷貿易で力を付けた。

### 体制
アシャンティ連合は元々軍事的な連合であったが、結合が深くなるに従い、王権の象徴「黄金の床几」（黄金の玉座）の元に団結する宗教的な連合の色彩も帯びてくるようになった。この床几はオセイ・トゥトゥ(en)がアクワムから招いた祭祀長、アコムフォ・アノキー(en)が天から呼び下ろし、アシャンティの民に授けたとされ、アシャンティ人の祖霊が宿るとされた。そして国王は祖先の力の象徴（レガリア）たる黄金の床几を保持することで、王たる力を持つとされた。黄金の床几への崇敬は強固に根を下ろし、アシャンティの国旗の中央にも黄金の床几が描かれた。1900年、イギリスが属国化したアシャンティに黄金の床几を要求したことが、アシャンティ滅亡の引き金となった。
王位継承は完全な母系で、執政は王（アサンテヘネ）(en)が行うものの、王位継承権は母から娘へと受け継がれ、王位継承権者の婿などが王に即位する体制だった。国王は統治権を持っていたものの、長老会議が存在して助言の役割を果たし、また青年集団の代表が長老会議に必ず参加し、人民の声を徴する体制であり、王権は制限されていた。王母は強い権威を持ち、王が退位した場合に次の国王を選出する権限を持っていた。

### 滅亡
海岸部のイギリス人とアシャンティ商人とのアングロ・アシャンティ戦争は、1824年に第一次が勃発し、交易によって手に入れたヨーロッパ製の銃火器により、第二次（1873年 - 1874年）、第三次（1893年 - 1894年）と続けたが、最後の第四次（1895年 - 1896年）でアシャンティは独立を喪い、国王プレンペー1世(en)はセーシェルへと流された。国王不在のアシャンティはイギリスの属国となったが、1900年、イギリスのホジソン総督(en)が黄金の床几をアシャンティに要求。結果、王太后を中心としてアシャンティ全土でイギリスへの大反乱(黄金の床几戦争)が起こり、1901年にイギリスに併合され、イギリス領ゴールドコーストの一部となった。
その後、アシャンティ王は植民地政府の許可の下、クマシに帰還した。ガーナ独立後の現在、アシャンティ王国はガーナ憲法によってガーナ共和国内の立憲君主制王国として承認されている。アシャンティ王国の王もガーナ憲法によって正式な王位を認められており、国家元首である大統領以上の権力を持っているとも言われている。